# 1434 pr. n. št.

## Smrti
- Dzu Ding, petnajsti ali šestnajsti  kralj kitajske dinastije Šang (* ni znano)